# Tabernakelkerk (Apeldoorn)

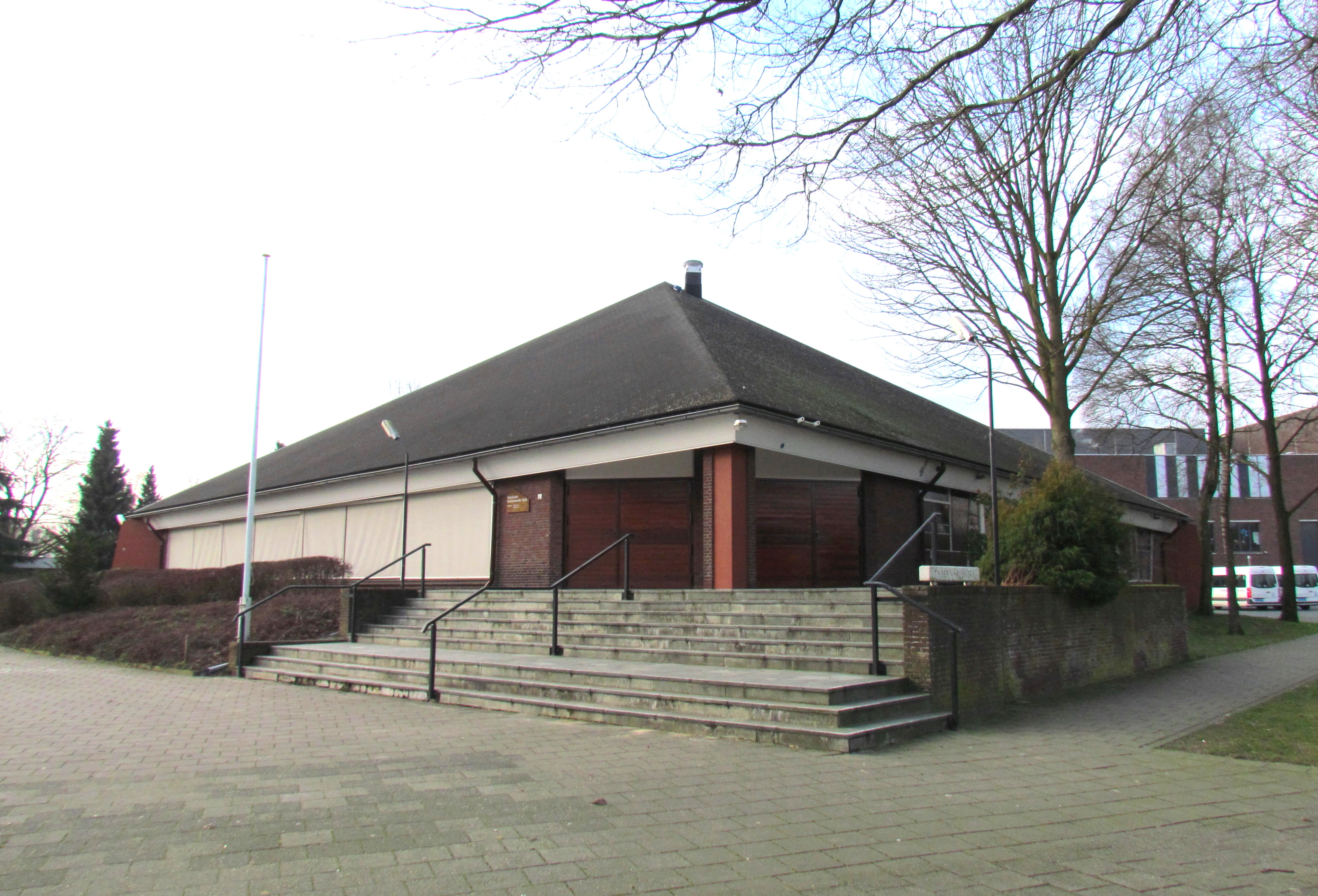
De Tabernakelkerk in 2018

De Tabernakelkerk is een kerkgebouw aan de Waalstraat 2 in de Nederlandse stad Apeldoorn.
Het kerkgebouw in de wijk Zuid werd in 1966 in gebruik genomen. Tot 1987 was het een vrijgemaakt-gereformeerde kerk. Daarna werd het een Nederlands gereformeerde kerk en vanaf 2023 een Nederlandse gereformeerde kerk (NGK).
Het kerkgebouw werd ontworpen door architect Jan van der Zee en onderging in 2018 een renovatie en uitbreiding. Het is een voorbeeld van architecture parlante (sprekende architectuur). Het gebouw, uitgevoerd in baksteen, glas en beton, heeft in zekere zin de vorm van een tabernakel, een tent met opvallende, schuin oplopende daklijnen.